# Wspólnota administracyjna Straßkirchen
Wspólnota administracyjna Straßkirchen – wspólnota administracyjna (niem. Verwaltungsgemeinschaft) w Niemczech, w kraju związkowym Bawaria, w rejencji Dolna Bawaria, w regionie Donau-Wald, w powiecie  Straubing-Bogen. Siedziba wspólnoty znajduje się w miejscowości Straßkirchen. Powstała w 1978.
Wspólnota administracyjna zrzesza dwie gminy wiejskie (Gemeinde): 
- Irlbach, 1 132 mieszkańców, 15,77 km²
- Straßkirchen, 3 266 mieszkańców, 38,36 km²